# Liste der Staatsoberhäupter der Demokratischen Republik Kongo

Siegel des Präsidenten der Demokratischen Republik Kongo

Die folgende Liste gibt die Präsidenten des Landes wieder, das allgemein als Demokratische Republik Kongo oder Kongo-Kinshasa bekannt ist. Offiziell hieß der Staat von seiner Unabhängigkeit 1960 bis 1964 „Republik Kongo“, von 1964 bis 1971 „Demokratische Republik Kongo“ und von 1971 bis 1997 „Republik Zaire“. Seit 1997 nennt sich das Land wieder „Demokratische Republik Kongo“.
| Name                  | Bild | Beginn der Amtszeit | Ende der Amtszeit | Bemerkung                                                                         |
| --------------------- | ---- | ------------------- | ----------------- | --------------------------------------------------------------------------------- |
| Joseph Kasavubu       |      | 1. Juli 1960        | 25. November 1965 | erster Präsident des Landes; durch einen Putsch gestürzt                          |
| Mobutu Sese Seko      |      | 25. November 1965   | 16. Mai 1997      | regierte das Land als Diktator; wurde in einem Bürgerkrieg abgesetzt              |
| Laurent-Désiré Kabila |      | 17. Mai 1997        | 18. Januar 2001   | übernahm die Macht in einem Bürgerkrieg; kam durch ein Attentat ums Leben         |
| Joseph Kabila         |      | 18. Januar 2001     | 24. Januar 2019   | wurde nach dem Tod seines Vaters eingesetzt; 2006 und 2011 durch Wahlen bestätigt |
| Félix Tshisekedi      |      | 24. Januar 2019     | amtierend         | erste (formal) demokratische Amtsübernahme trotz Vorwürfen der Wahlfälschung      |